# Marcel Bon
Marcel Bon (1925 - 11 de mayo de 2014) fue un botánico, y micólogo francés.

## Algunas publicaciones
- 2004. Champignons de France et d'Europe occidentale Flammarion
- 2004. Collins Pocket Guide; Mushrooms and Toadstools of Britain and North-Western Europe pub. HarperCollins Canada
- 2004. Russula langei var. cutefractoides M. Bon & Ramm var. nov. Con E. Ramm, Doc. Mycol. [IPNI] 33 (131): 47-49
- 2002. Nouvelles clés des Russules (1). Doc. Mycol. [IPNI] 32 (125): 43-64
- 2002. Nouvelles clés des Russules (2) (Sous-genres Tenellula, Polychromidia et Coccinula). Doc. Mycol. [IPNI] 32 (127-128): 49-67
- 1987. The Mushrooms and Toadstools of Britain and North Western Europe, pub. Hodder and Stoughton
  - ISBN 0 340 39935 X (rústica)
  - ISBN 0 340 39953 8 (t. dura)
- 1986. Fungorum Rariorum Icones Coloratae, Part 15 Corinarius pub. Lubrecht & Cramer Ltd.
- 1984. Les tricholomes de France et d'Europe occidentale, pub. Lechevalier, París

## Reconocimientos
- Electo miembro de la Academia de las Ciencias Francesa en 1873
- Miembro de la Société Botanique de France

## Epónimos
Especies
- (Arecaceae) Butia bonneti Becc.[2]